# Komedie

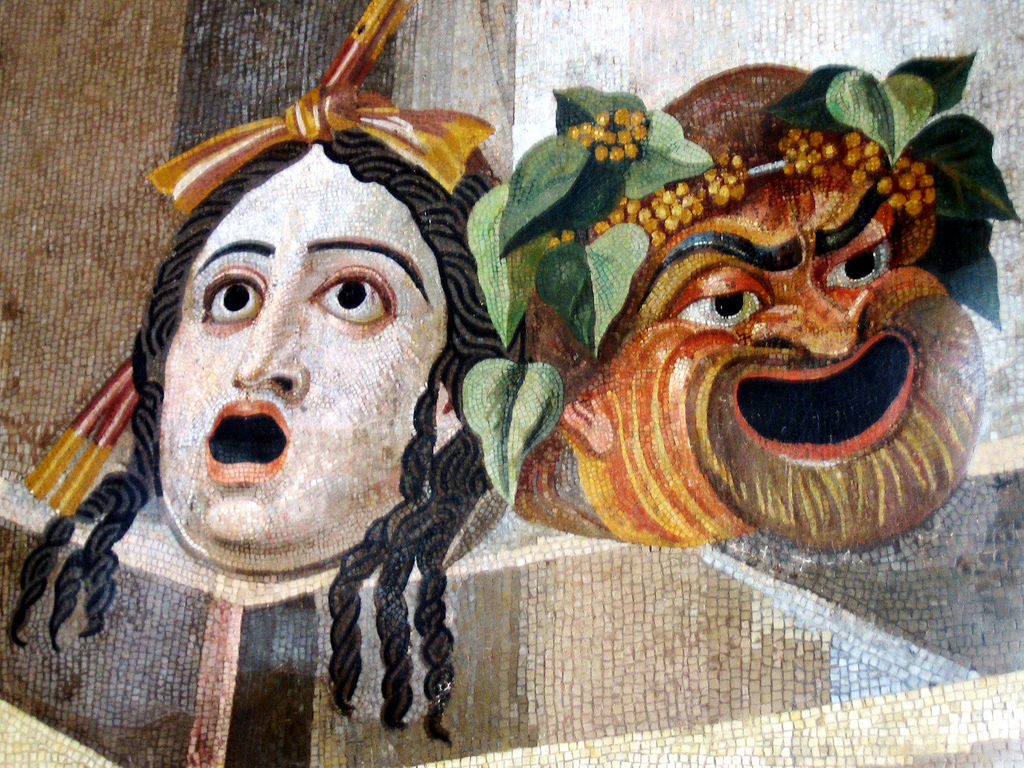
Tragedie en komedie, Romeins mozaïek

Komedie en tragedie

Een komedie (Oudgrieks: κωμῳδία, kōmōidía) is een theater- of filmgenre, televisieprogrammagenre of boekgenre met als doel het publiek te amuseren en met humor aan het lachen te maken. In de tijd van de oude Grieken tot in de renaissance betekende 'komedie' een verhaal dat goed afliep, in tegenstelling tot een tragedie, een verhaal dat slecht afliep.
Er zijn verschillende indelingen voor komedies mogelijk:
- naar het medium:
  - theater;
  - film;
- naar de duur: eenakter, spel in drie bedrijven, langspeelfilms, korte films;
- naar het genre: komische vertelling (vaak als monoloog, stand-upcomedy), vulgaire komedie of klucht, slapstick, parodie, persiflage, revue of cabaret, romantische komedie, tragikomedie, vaudeville.

## Theater
Bekende komedies of blijspelen in het theater zijn de komedies van Shakespeare. Deze toneelstukken van William Shakespeare zijn onder te verdelen in drie categorieën: drama's, komedies, en historische stukken. 'Komedie' had in de Elizabethaanse tijd een andere betekenis dan die van de moderne komedie. Een komedie van Shakespeare hield een toneelstuk in met een happy end, meestal met huwelijken tussen de ongehuwde personages, en met een meer ludieke toon en stijl dan zijn andere toneelstukken. Zijn komedies worden gekenmerkt door:
- de strijd die jonge geliefden moeten leveren om moeilijkheden te overwinnen, die vaak door ouderen veroorzaakt worden
- scheiding en hereniging
- persoonsverwisseling
- slim personeel
- verhoogde spanningen, vaak binnen een familie
- meerdere, met elkaar verweven plots
- veelvuldige woordspelingen.

Verscheidene komedies van Shakespeare, zoals Measure for Measure en All's Well That Ends Well, hebben een ongewone toon met een moeilijke combinatie van humor en tragiek, waardoor ze als probleemstukken gecategoriseerd worden.

## Film
In het langspeelfilmgenre en in televisieseries is de comedy (sitcom) populair.
Komische langspeelfilms hebben meestal een happy end; wanneer dat niet het geval is spreekt men van een tragikomedie. Meestal komt er ondanks een vermenging met tragische situaties romantiek bij kijken. De komische film kende zijn eerste hoogtepunt voor het doorbreken van de geluidsfilm op het einde van de jaren twintig van de twintigste eeuw in de Verenigde Staten: films van Charlie Chaplin, het duo Stan Laurel, Oliver Hardy en de stuntman Buster Keaton. In de tweede helft van de twintigste eeuw kwamen er de (kort)films van Dean Martin, Jerry Lewis, Bob Hope, Peter Sellers, Monty Python, Mel Brooks, Eddie Murphy, Steve Martin, Jim Carrey en Rowan Atkinson (Mr. Bean).
Grappige wendingen (zowel in theater, stand-upcomedy als in film) worden op haar werking op het publiek getest met try-outs en voorvertoningen. Waarna regisseurs nog het stuk kunnen aanpassen alvorens dit in productie te laten gaan.